# 蔡慧康
蔡 慧康（さい けいこう、Cai Huikang, 1989年10月10日 - ）は、中華人民共和国・上海市出身のサッカー選手。中国サッカー・スーパーリーグ・上海上港（旧称上海東亜）所属。中国代表。ポジションはミッドフィールダー。

## 経歴

### クラブ

#### 上海東亜 / 上海上港
2000年からバルセロナ五輪代表監督だった徐根宝が作ったアカデミー「根宝足球基地」に在籍し、2006年その上部組織にあたる上海東亜 (上海上港)でプロデビューした。
ずっと中甲(2部相当)でプレーしていたが、2013年に中超（1部相当）昇格。2015年には2位となり翌2016年ACL出場し、初出場でムアントン・ユナイテッドFC、メルボルン・ヴィクトリー、ガンバ大阪、水原三星、FC東京などを破ってのベスト8入りに貢献した。

### 代表
2014年6月のマケドニア戦（2-0）でA代表デビュー、目立った技術力など無いが豊富な運動量を行かした守備的MFとして、アラン・ペラン、高洪波、マルチェロ・リッピといった歴代代表監督に評価され、AFCアジアカップ2015、2018 FIFAワールドカップ・アジア予選に出場した。「中国のガットゥーゾ」との異名がある。

## 人物
2015年5月に結婚、翌年第1子が誕生している。

## タイトル

### クラブ
上海東亜/上海上港
- 中国サッカー・甲級リーグ：1回 (2012)
- 中国サッカー・乙級リーグ：1回 (2007)